# Kadatanbagewadi, Khanapur
Kadatanbagewadi là một làng thuộc tehsil Khanapur, huyện Belgaum, bang Karnataka, Ấn Độ.